# Torneo de Honolulu
El Hawái Open es un torneo WTA 125s llevado en Honolulu, Hawái. Jugado en canchas duras al aire libre, desde el año 2016 con premio de $ 115.000.

## Finales anteriores

### Individuales
| Años | Campeona         | Subcampeona   | Resultado     |
| ---- | ---------------- | ------------- | ------------- |
| 2016 | Catherine Bellis | Shuai Zhang   | 6-4, 6-2      |
| 2017 | Shuai Zhang      | Jang Su-jeong | 0-6, 6-2, 6-3 |

### Dobles
| Años | Campeona                    | Subcampeona                | Resultado           |
| ---- | --------------------------- | -------------------------- | ------------------- |
| 2016 | Eri Hozumi Miyu Kato        | Nicole Gibbs Asia Muhammad | 6-7(3), 6-3, [10-8] |
| 2017 | Hsieh Shu-ying Hsieh Su-wei | Eri Hozumi Asia Muhammad   | 6-1, 7-6(3)         |